# N-acetilheksozamin 1-kinaza
N-acetilheksozamin 1-kinaza (EC 2.7.1.162, NahK, LnpB, N-acetilgalaktozamin/N-acetilglukozamin 1-kinaza) je enzim sa sistematskim imenom ATP:N-acetil--heksozamin 1-fosfotransferaza. Ovaj enzim katalizuje sledeću hemijsku reakciju
ATP + -acetil--heksozamin {\displaystyle \rightleftharpoons } ADP + N-acetil-alfa-D-heksozamin 1-fosfat
Ovaj enzim učestvuje u degradacionom putu lakto-N-bioza I/galakto-N-bioze kod probiotičke bakterije Bifidobakterija longum.

## Literatura
- Nicholas C. Price; Lewis Stevens (1999). Fundamentals of Enzymology: The Cell and Molecular Biology of Catalytic Proteins (Third изд.). USA: Oxford University Press. ISBN 019850229X.
- Eric J. Toone (2006). Advances in Enzymology and Related Areas of Molecular Biology, Protein Evolution (Volume 75 изд.). Wiley-Interscience. ISBN 0471205036.
- Branden C; Tooze J. Introduction to Protein Structure. New York, NY: Garland Publishing. ISBN 0-8153-2305-0.
- Irwin H. Segel. Enzyme Kinetics: Behavior and Analysis of Rapid Equilibrium and Steady-State Enzyme Systems (Book 44 изд.). Wiley Classics Library. ISBN 0471303097.
- William P. Jencks (1987). Catalysis in Chemistry and Enzymology. Dover Publications. ISBN 0486654605.

## Spoljašnje veze
- N-acetylhexosamine+1-kinase на 